# Банк яйцеклеток
Банк яйцеклеток — это учреждение, которое собирает и хранит человеческие яйцеклетки, в основном от доноров яйцеклеток, в первую очередь с целью достижения беременности либо у донора, в более позднее время (т. е. для преодоления проблем бесплодия), либо посредством суррогатного материнства, в частности, путем искусственного оплодотворения. Яйцеклетки, пожертвованные таким образом, называются донорскими яйцеклетками.
Основная цель хранения яйцеклеток  заключается в преодолении бесплодия, которое может возникнуть в более позднем возрасте или из-за болезни. Яйцеклетки обычно собирают в возрасте от 18 до 35 лет. 
В России есть криобанки спермы, яйцеклеток и эмбрионов, как одно учреждение. 
Процедура сбора яйцеклеток может включать или не включать гиперстимуляцию яичников
.
Однако можно ожидать, что сбор яйцеклеток станет более важным в будущем, например, для суррогатного материнства или для производства стволовых клеток, например, из неоплодотворенных яйцеклеток (ооцитов).